# Viladecans
Viladecans é um município da Espanha, na comarca de Baix Llobregat, província de Barcelona, comunidade autónoma da Catalunha. Tem 20,06 km² de área e em 2021 tinha 66 707 habitantes (densidade: 3 325,4 hab./km²).